# Blythophryne beryet
Blythophryne beryet es una especie de anfibio anuro de la familia de sapos Bufonidae. Es la única especie del género Blythophryne. Es endémica de las islas Andamán.